# Famiglia reale rumena

Stemma della famiglia reale rumena

La famiglia reale rumena (in rumeno: Familia regală a României) regnò sulla Romania in regime di monarchia costituzionale dal 1881 al 1947. La monarchia rumena nacque con la proclamazione di Carlo I e cessò nel 1947 con l'abdicazione forzata di Michele I e l'istituzione della repubblica, a cui seguì subito l'introduzione della Costituzione del 1948 sotto la cui vigenza, fino al 1989, il paese fu una repubblica socialista.
Membri superstiti della famiglia reale regnante sono le figlie di Michele I. Alcuni discendenti del re adottano il predicato «di Romania». Esistono anche discendenti del fratello maggiore unilaterale di Michele, Carol Lambrino, la cui legittimità rimase sempre controversa e non fu mai riconosciuta sotto Ferdinando I, Carlo II e Michele.
Michele poté tornare in patria nel 2001 dopo diversi decenni di esilio in Svizzera; in Romania riottenne per sé e per la famiglia la residenza a Palazzo Elisabetta di Bucarest e la restituzione delle proprietà dei castelli di Săvârșin, Peleș e Pelișor; rinunciò pubblicamente a ogni pretesa al titolo di principe o principessa di Hohenzollern per sé stesso, per l'ex regina e per le cinque figlie.

## Discendenti di Michele I
- Margherita di Romania (1949) ⚭ Radu Duda (Radu di Romania, 1960)
- Elena di Romania (1950) ⚭ Leslie Robin Medforth-Mills (1942-2002) ⚭ Alexander Philips Nixon McAteer (1964)
  - Nicholas Michael di Romania Medforth-Mills (1985) ⚭ Alina Maria Binder (1988)
    - Maria Alexandra di Romania Medforth-Mills (2020)
    - Michael di Romania-Medforth-Mills (2022)

  - Elisabeta Karina di Romania Medforth-Mills (1989)
- Irina di Romania (1953) ⚭ John Kreuger (1945) ⚭ John Wesley Walker (1945-2024)
  - Michael Torsten di Romania Kreuger (1985) ⚭ Tara Marie Littlefield (1982)
    - Kohen Kreuger (2012)

  - Angelica Margareta Bianca di Romania Kreuger (1986) ⚭ Richard Robert Knight (1984)
    - Courtney Bianca Knight (2007)
    - Diana Knight (2011)
- Sofia di Romania (1957) ⚭ Alain Michel Léonce Biarneix di Laufenborg (1957)
  - Elisabeta Maria Bianca Elena di Romania Biarneix (1998)
- Maria di Romania (1964) ⚭ Kazimierz Wiesław Mystkowski (1958)

Le figlie dei re rumeni e i loro discendenti non ebbero mai diritti di successione al trono secondo la legge salica, recepita sia dalla Costituzione monarchica sia dallo Statuto della Real Casa del 1884. Il 30 dicembre 2007, in una cerimonia privata, emise una dichiarazione (che, in quanto priva di approvazione parlamentare, aveva significato puramente simbolico) in forma di nuovo statuto della famiglia reale.
Con tale atto Michele associava le figlie e i loro discendenti alla guida della Real Casa, «modificando» la legge salica così da permettere la successione al trono delle principesse ed escludendone esplicitamente ogni estraneo, membro di altre case principesche o reali. Affidò inoltre al parlamento rumeno l'abolizione della legge salica qualora in futuro nel paese fosse reinstaurata la monarchia. Designò infine il nipote Nicholas Medforth-Mills futuro membro della famiglia reale e principe di Romania, con il trattamento di Altezza reale, a decorrere dal compimento dei 25 anni, o alla propria morte se anteriore. Il trattamento e il titolo furono però revocati da una dichiarazione dello stesso Michele il 1º agosto 2015, che escluse altresì Nicholas dalla linea di successione per difetto di «sobri principi morali».